# Sekai no chūshin de, ai o sakebu
Pour plus de détails, voir Fiche technique et Distribution.
Sekai no chūshin de, ai o sakebu (世界の中心で、愛をさけぶ) est un film japonais réalisé par Isao Yukisada, sorti en 2004, adapté du roman de Kyoichi Katayama publié en 2001 et traduit en français sous le titre Un cri d'amour au centre du monde aux éditions Presses de la Cité. 

## Synopsis
Sakutaro, un homme d'affaires d'une trentaine d'années, vit dans une spirale négative, jusqu'au jour où sa fiancée Ritsuko décide de le quitter. La raison : une vieille cassette qui est à l'origine de souvenirs troublants, et un voyage à Shikoku où elle et Sakutaro ont grandi. En la suivant, il commence à se remémorer sa jeunesse, et son amour pour une fille appelée Aki.
Retour sur l'été 1986, Saku et Aki sont en seconde année du lycée. Aki est très belle et désespérément hors de portée pour le trop moyen Saku. Mais Aki lui porte un certain intérêt, et Saku est un peu comme son esclave, bien qu'il préférerait mourir que le montrer. Ils commencent à trainer ensemble, à faire des listes de ce qu'ils aiment et n'aiment pas. Puis, ils commencent à s'échanger des journaux intimes sur cassette audio et deviennent plus que des amis. Le point culminant est une nuit romantique sur une île inhabitée, et la révélation que Aki est mortellement malade. Saku, réalise qu'Aki a besoin de lui et qu'il sera là pour elle, quoi qu'il arrive. Mais il n'arrive pas à réaliser sa dernière demande, et 17 ans plus tard souffre encore en pensant à ce que cela aurait pu être...

## Fiche technique
- Titre : Sekai no chūshin de, ai o sakebu
- Titre original : (世界の中心で、愛をさけぶ?)
- Titre anglais : Crying Out Love in the Center of the World
- Réalisation : Isao Yukisada
- Scénario : Yūji Sakamoto, Chihiro Itō et Isao Yukisada, d'après le roman de Kyoichi Katayama
- Production : Kei Haruna et Minami Ichikawa
- Musique : Ken Hirai, Yōko Kumagai et Hidehiko Urayama
- Photographie : Noboru Shinoda (ja)
- Montage : Tsuyoshi Imai (ja)
- Décors : Shū Yamaguchi (ja)
- Éclairages : Yūki Nakamura (ja)
- Son : Hironori Itō (ja)
- Pays d'origine :  Japon
- Format : couleur - 2,35:1 - Dolby Digital - 35 mm
- Genre : drame, romance
- Durée : 138 minutes
- Dates de sortie : 
  - Japon : 8 mai 2004[1]

## Distribution
- Takao Ōsawa : Sakutaro Matsumoto
- Kō Shibasaki : Ritsuko Fujimura
- Masami Nagasawa : Aki Hirose
- Mirai Moriyama : Sakutaro Matsumoto étudiant
- Yūki Amami : le patron de Sakutaro
- Tetta Sugimoto : le père d'Aki
- Kankuro Miyauchi : Ryunosuke Oki
- Kanji Tsuda : Johnny
- Dandy Sakano : le professeur d'anglais

## Autour du film
- La chanson Hitomi o tojite est interprétée par Ken Hirai.
- Le roman de Kyoichi Katayama a également été adapté sous forme d'un drama en 11 épisodes, ainsi que d'un film sud-coréen, My Girl and I (2005).

## Distinctions

### Récompenses
- 2004 : Hōchi Film Award du meilleur second rôle féminin pour Masami Nagasawa[2]
- 2004 : Nikkan Sports Film Award de la révélation de l'année pour Masami Nagasawa[3]
- 2005 : prix du meilleur second rôle féminin pour Masami Nagasawa, de la meilleure photographie pour Noboru Shinoda (ja), des meilleurs éclairages pour Yūki Nakamura (ja), de la révélation de l'année pour Mirai Moriyama lors des Japan Academy Prize[4]
- 2005 : prix Blue Ribbon du meilleur acteur débutant pour Mirai Moriyama et du meilleur second rôle féminin pour Masami Nagasawa[5]

### Nominations
- 2005 : prix du meilleur film et du meilleur réalisateur pour Isao Yukisada, du meilleur second rôle masculin pour Mirai Moriyama, de la meilleure musique, des meilleurs décors pour Shū Yamaguchi (ja), du meilleur son pour Hironori Itō (ja) et du meilleur montage pour Tsuyoshi Imai (ja) lors des Japan Academy Prize[4]